# Erhard Weigel

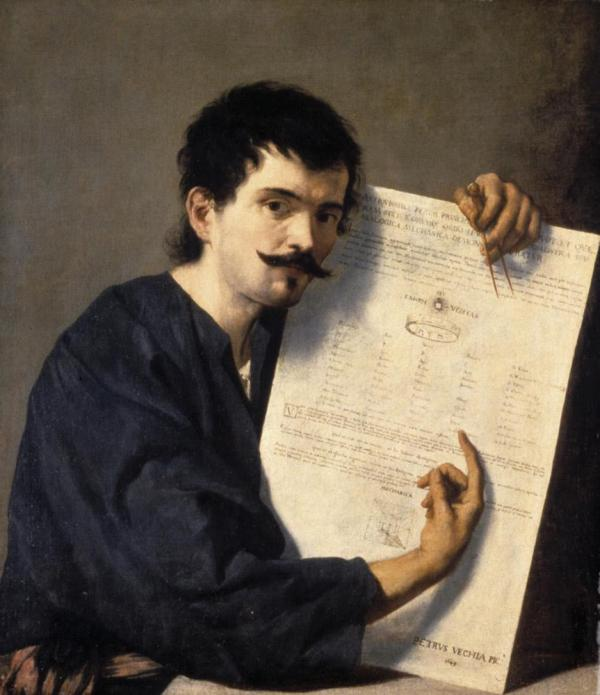
Erhard Weigel 24-jährig (1649) von Pietro della Vecchia

Erhard Weigel (* 16. Dezember 1625 in Weiden in der Oberpfalz; † 21. März 1699 in Jena) war ein deutscher Mathematiker, Astronom, Pädagoge, Philosoph und Erfinder.

## Leben und Wirken

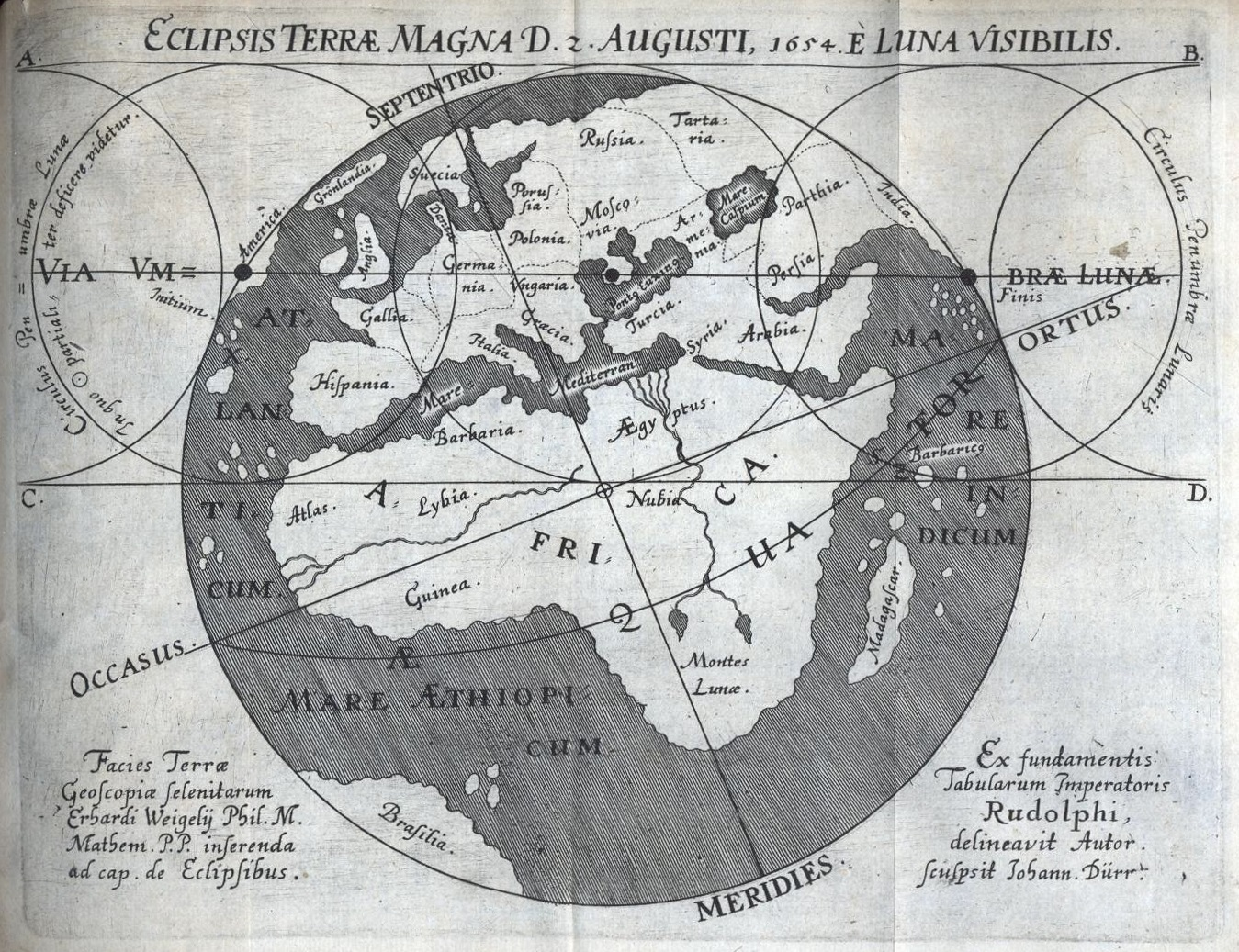
Erhard Weigel, vorausberechnete Kartendarstellung des Mondschattenverlaufs am

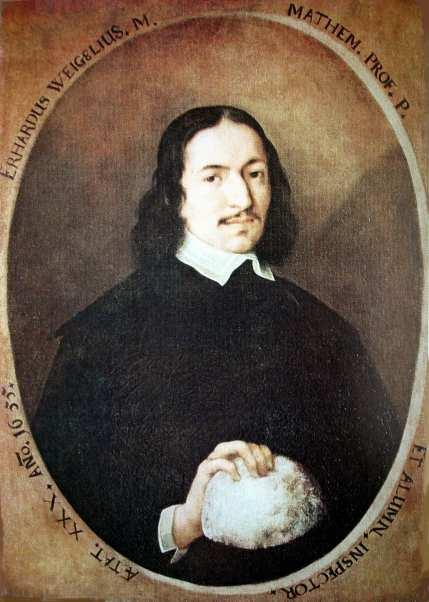
Erhard Weigel 30-jährig (1655)

Erhard Weigel war der Sohn des Tuchmachers Michael Weigel (1591–1637) und dessen Frau Anna geb. Walthier (1589–1653). Drei Jahre nach der Geburt floh die Familie aus der von katholischen Truppen besetzten Oberpfalz und zog nach Wunsiedel. Dort wuchs Weigel auf und besuchte die Lateinschule. 1644–1646 besuchte er das Gymnasium in Halle (Saale), das damals von Christian Gueintz als Rektor geleitet wurde, und arbeitete nebenher bei dem Astrologen Bartholomäus Schimpfer, der ihn auch mathematische Grundlagen der Astronomie lehrte. Ab 1647 studierte er an der Universität Leipzig. 1650 erwarb er den Magister artium.
Weigel promovierte 1652 in Leipzig bei Philipp Müller. 1653 wurde er Professor der Mathematik an der Universität Jena. Neben seiner dortigen Lehrtätigkeit beaufsichtigte er 1660 den Neubau des Jenaer Schlosses. 1661 wurde er zum Oberbaudirektor ernannt. 1688 erhielt er den Titel eines Kaiserlichen Rates. Weigel beteiligte sich auch an den organisatorischen Aufgaben der Jenaer Hochschule So war er Dekan der philosophischen Fakultät und in den Sommersemestern 1657, 1675, 1695 Rektor der Alma Mater.
Ab 1684 verwirklichte er seine pädagogischen Ansichten in einer „Kunst- und Tugendschule“, die in seinem Haus untergebracht war.
In seinen späten Jahren bemühte er sich um eine Vereinheitlichung des Kalenderwesens. 1696–1697 reiste er nach Dänemark und Schweden, um diese protestantischen Länder auch für seine Kalenderreform zu gewinnen.
1697 unterbreitete er dem Reichstag in Regensburg einen Vorschlag zur Vereinheitlichung des Kalenderwesens in Deutschland, da in den katholischen Gebieten der Gregorianische Kalender und in den protestantischen Gebieten der Julianische Kalender angewendet wurde. Um den erbitterten Widerstand der evangelischen Geistlichkeit gegen den katholischen Kalender zu überwinden, schlug er eine alternative Berechnung des Osterdatums vor – nicht basierend auf den von Papst Gregor XIII. dekretierten Epakten, sondern abgeleitet aus den von dem Protestanten Johannes Kepler berechneten Rudolfinischen Tafeln. Auch schlug er die Berufung eines Collegium Artis Consultatorum vor, einer Akademie und Patentanstalt als Reichsbehörde. Kurz nach seinem Tod nahmen die evangelischen Landstände am 23. September 1699 in Regensburg den Verbesserten Reichskalender an, der im Wesentlichen Weigels Vorschlag entsprach. Allerdings hatte man übersehen, dass die katholische und die evangelische Berechnung des Osterdatums zu verschiedenen Ergebnissen führt. Zuerst Johann Leonhard Rost machte 1723 bekannt, dass für 1724 (und auch für 1744) unterschiedliche Ostersonntage auftraten. Erst Friedrich der Große bestimmte 1775 für Preußen, dass die Gregorianische Berechnung anzuwenden sei. Die anderen evangelischen Gebiete folgten ohne erneute Diskussion auf einem Reichstag.
2003 wurde in Jena die Erhard-Weigel-Gesellschaft gegründet. Die IAU ehrte ihn mit der Benennung des Mondkraters Weigel und des Asteroiden (9315) Weigel.

## Schüler, Anhänger und Freunde

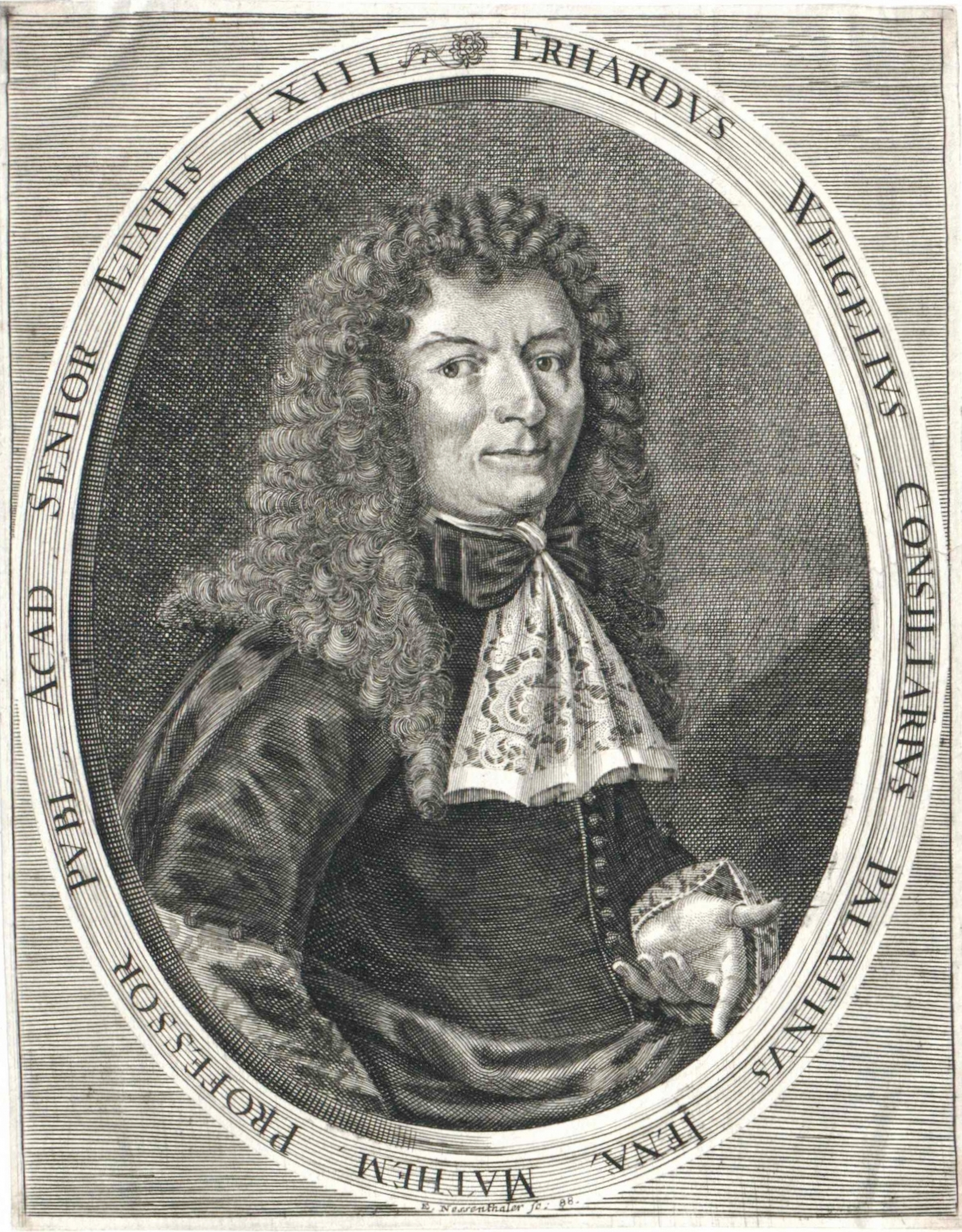
Erhard Weigel im Alter von 63 Jahren, Stich von Elias Nessenthaler

Ein wesentliches Moment in Weigels Wirken besteht darin, dass er als Impulsgeber innerhalb der Gelehrtenrepublik der Frühen Neuzeit gilt. Der von ihm ausgehende Wissens- und Methodentransfer vollzog sich dabei über ein ausgedehntes personelles Beziehungsgefüge unter den Gelehrten der damaligen Zeit. Die enorme Ausstrahlungskraft seiner Lehrtätigkeit an der Jenaer Universität während der Barockzeit ließ ihn als brillanten Lehrer auftreten und machte Jena in der Barockzeit zu einem  Ausgangsort wissenschaftlicher Innovation.
Weigel scharte eine große Zahl von Schülern und Gleichgesinnten um sich, die in vielfältiger Weise schöpferisch und selbständig wirksam wurden. Geprägt durch sein wissenschaftliches Vorbild waren diejenigen, die bei ihm studierten, später auf angesehenen Positionen in ganz Europa tätig, sei es in kirchlichen Ämtern, als Lehrer an Gymnasien, an Universitäten oder in diplomatischen Kreisen.
Zu Weigels Studenten zählten sehr bedeutende aber auch zahlreiche, die heute relativ unbekannt sind, in ihrer Zeit jedoch eine angesehene Stellung bekleideten. Zu seinem Schülerkreis gehörten Gottfried Wilhelm Leibniz, der 1663 von Leipzig nach Jena kam, sowie Samuel von Pufendorf, Gottfried Kirch, Johann Christoph Sturm und Georg Christoph Eimmart.
Siehe Hauptartikel: Liste der Schüler Erhard Weigels

## Erfindungen
Mit einem ausgeprägten Sinn für praktische Anwendungen entwickelte und konstruierte Weigel zahlreiche Vorrichtungen, Apparate und Modelle. Darunter befanden sich aus heutiger Sicht wohl etliche recht ausgefallene technische Spielereien, aber auch einige durchaus nützliche Geräte, Hilfsmittel und Instrumente. Allerdings ist der Begriff „Erfindung“ für die Zeit Weigels weiter zu fassen, als heute allgemein üblich.
Weigels Erfindergeist richtete sich vor allem an praktischen Anwendungen wie auch an pädagogischen Zwecken aus. Darüber hinaus engagierte Weigel sich als populariser of science. Auch diesem Ziel waren viele seiner Entwicklungen gewidmet.
Weigel selbst bezeichnete seine Erfindungen und Innovationen als „Kunst-Erfindungen“ oder „Mathematische Kunst-Übungen“ und sah sich stets dem Wohl des Gemeinwesens verpflichtet.
Zu seinen bedeutendsten Konstruktionen gehören das Astrodicticum simplex zum Auffinden von Sternen und Sternenkonstellationen am Sternenhimmel, seine heraldischen Himmelsgloben, eine „Schnellpresse“ für den Buchdruck, zu deren Funktionsweise er aus ethisch-sozialen Gründen allerdings nichts veröffentlicht hat, sowie die technischen Vorrichtungen, mit denen sein Haus, die „Weigeliana Domus“, ausgestattet war.

## Das Weigelsche Haus

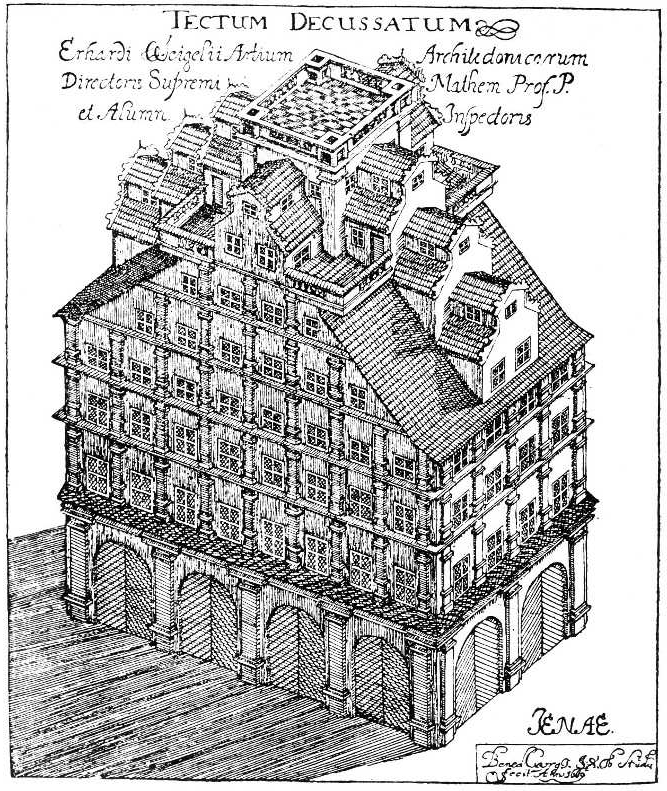
Das Weigelsche Haus in einer schematischen Darstellung von Benedictus Georgi (1669)

Eines der „Sieben Wunder“ Jenas war das 1898 zur Verbreiterung einer Straße abgerissene Weigelsche Haus (Weigeliana Domus). Es stand bei der Stadtkirche und verdankte seinen Ruhm Erhard Weigel. Er ließ viele technische Finessen einbauen, unter anderem eine Weinleitung aus dem Keller und einen Aufzug mit Flaschenzugprinzip. Der Aufzugschacht konnte zur Sternbeobachtung auch am Tage mit schwarzen Tüchern verhängt werden. In unseren Breiten können jedoch Sterne frühestens in der Dämmerung gesehen werden. Durch den senkrechten Schacht konnten nur Sterne im Zenit beobachtet werden, und über Jena passieren keine ausreichend leuchtstarken Sterne den Zenit.

## Ausstellungen
- 21. März 1999 bis 25. April 1999, Jena, Stadtmuseum Göhre Jena: Erhard Weigel 1625–1699 zum 300. Todestag
- 22. Oktober 2009 bis 17. November 2009, Weiden, City Center Weiden: Erhard Weigel – ein Weidener griff nach den Sternen
- 12. April 2015 bis 21. Juni 2015, Schloss Friedenstein, Forschungsbibliothek Gotha, Spiegelsaal: Himmelsspektakel. Astronomie im Protestantismus der Frühen Neuzeit
- 15. April 2016 bis 26. Januar 2017, Jena, Thüringer Universitäts- und Landesbibliothek: Gottfried Wilhelm Leibniz (1646–1716). Leben, Werk, Wirkung. Schwerpunkt der Ausstellung sind Dokumente aus Leibniz’ Studienzeit bei Erhard Weigel in Jena.[4]

## Werke
Ausgaben des 17. und 18. Jahrhunderts
- Erhard Weigel, Bonde Humer, Georg Albert Wahler: Erhardi Weigelii, Consil. Caesar. & Palat. Senioris Prof. Publ. Compendium Logisticae. Jenae 1706, (Digitalisat)
- Erhard Weigel: Entwurff Der Conciliation Deß Alten und Neuen Calender-Styli, Welchergestalt solche im Nov. Anno 1699. anzustellen ist/ und hierauf im folgenden Monat/ und neuem Seculo, der neue Conciliirte Stylus in beständiger Harmonie fortwähren kan. Franckfurt, Regenspurg 1698, (Digitalisat)
- Erhard Weigel: Extract Aus der Himmels-Kunst, vor iederman, Der nicht Profession vom Himmel machen, Gleichwohl aber seine Wohnung mitten in dem Himmel gerne kennen lernen will: recht kurzer Designation der nutzbaren Vortrefflichkeit Heraldischer Himmels-Globen, zu der Unterweisung wahrer Welt-Weißheit. Jena 1698, (Digitalisat)
- Erhard Weigel: Rechenschafftliches General Prognosticon auf künfftige Zeiten : welches in Norden vor diesem gedruckt; nun aber nachdem der Fried, GOtt Lob, erfolgt, von neuem aufgelegt worden, weil dergleichen in viel hundert Jahren nicht geschehen, daß nicht solte ie ein Christlicher Potentat wider den andern Krieg geführt haben wie anietzo. Jena 1698, (Digitalisat)
- Erhardi Weigelii, P.P.: Cosmologia: Nucleum Astronomiae & Geographiae, ut & Usum Globorum, tum vulgarium, tum novis adornationibus & compendiis instructorum, quos inde dixeris Globos Corrector & Perpetuos, succincte tradens. Jena 1695 & 1680, (Digitalisat | Digitalisat)
- Erhard Weigel: Paedagogiae Mathematicae ad Praxin Pietatis, Fundamenta & Principia. Coburg 1694, (Digitalisat)
- Erhard Weigel: Philosophia mathematica, theologia naturalis solida, per singulas scientias continuata universæ Artis Inveniendi prima stamina complectens. Jena 1693, (Digitalisat | Digitalisat)
- Erhard Weigel, Johann Elias Reichart: Erhardi Weigelii Genealogiam Matheseos: cum arbore consanguinitatis inter eam atque disciplinas reliquas & facultates. Jena 1691, (Digitalisat)
- Erhard Weigel: Coelum heraldicum, quod, rejecta structurae veteris absurditate, cognitu tanto facilius, foedam paganorum idololatriam in Christianos huc usque redundantem, armis Europæorum statuvvm supprimit... Jena 1688, (Digitalisat)
- Erhardi Weigelii Cons. Palat. Mathem. Prof. Publ.: Wienerischer Tugend-Spiegel. Nürnberg 1687, (Digitalisat)
- Erhardi Weigelii, Consil. Palat. Solisbac. Mathem. P.P.: Idea Matheseos Universae. Jenae 1687, (Digitalisat)
- Erhardi Weigelii P. P.: kurtze Beschreibung der verbesserten Himmels- und Erd-Globen. Jena 1681, (Digitalisat)
- Erhardi Weigelii, P. P.: Cosmologia. Jena 1680, (Digitalisat)
- Erhard Weigel: Arithmetische Beschreibung der Moral-Weißheit von Personen und Sachen: Worauf das gemeine Wesen bestehet/ Nach der Pythagorischen CreutzZahl in lauter tetractysche Glieder eingetheilet. Jena 1674, (Digitalisat)
- Erhard Weigel: Pendulum ex Tetracty deductum. Jena 1674, (Digitalisat)
- Erhardi Weigelii Artium Architectonicarum Supremi Directoris, & Prof. Publ.: Tetractys. Summum tum Arithmeticae tum Philosophiae discursivae Compendium, Artis Magnae Sciendi genuina Radix. Jenae 1673, (Digitalisat)
- Erhard Weigel: Bequeme Feld-Kutzsche. Jena 1673, (Digitalisat)
- Erhardi Weigelii P. P.: Unmaßgeblicher Vorschlag zur Rettung in Feuers-Gefahr. Jena 1672, (Digitalisat)
- Erhard Weigel: Neu-erfundener Hauß-Rath, so wohl zur Nothdurfft, als zur Lust und Bequemlichkeit zu gebrauchen. Jena 1672, (Digitalisat)
- Erhardi Weigelii P. P.: Wasser-Schatz/ zur Rettung in Feuers-Gefahr/ sonst aber im Hauß zu Nutz und zur Belustigung zu gebrauchen. Jena 1671, (Digitalisat)
- Erhardi Weigelii, Prof. Publ.: Idea Totius Encyclopaediae Mathematico-Philosoph. Jena 1671, (Digitalisat)

Moderne Ausgaben
- Erhard Weigel: Werke (= Clavis Pansophiae 3,1-4). Hrsg. von Thomas Behme. 4 Bände. Frommann-Holzboog, Stuttgart-Bad Cannstatt 2003 ff., ISBN 978-3-7728-2358-9.
- Erhard Weigel: Gesammelte pädagogische Schriften. Hrsg. von Hermann Schüling (= Berichte und Arbeiten aus der Universitätsbibliothek und dem Universitätsarchiv Giessen, 19/1970). Universitätsbibliothek Gießen, Gießen 1970 (Digitalisat).